# Jérôme Rebotier
Pour les articles homonymes, voir Rebotier.
 (octobre 2024).
Si vous disposez d'ouvrages ou d'articles de référence ou si vous connaissez des sites web de qualité traitant du thème abordé ici, merci de compléter l'article en donnant les références utiles à sa vérifiabilité et en les liant à la section « Notes et références ».
Jérôme Rebotier est un compositeur français de musique de films et de chansons.

## Biographie
Musicien hétéroclite, multi-instrumentiste passant de l’écriture classique à des pièces plus expérimentales ou même des chansons, Jérôme Rebotier est connu pour avoir signé une trentaine de musiques de longs métrages et autant pour des documentaires. Très attaché au rapport de la musique avec les images, avec lesquelles selon lui la musique prend pleinement son sens, il cherche depuis toujours à multiplier les rencontres et les conversations en tout genre.
Après avoir étudié la musique classique enfant à Mulhouse, il fait le tour des œuvres d’artistes phares de pop-rock comme David Bowie ou les Beatles tout en commençant à s’intéresser à des travaux plus expérimentaux et sonores d’artistes comme Pierre Schaeffer. 
Il écrit des musiques de courts métrages puis de longs métrages avec Emmanuel Mouret, Tonie Marshall, Philippe Harel, Matthieu Delaporte et Alexandre de la Patellière, Laurent Larivière entre autres... Son écriture variée le pousse aussi bien à travailler sur des scores classiques que plus pop et à multiplier les collaborations.
Il signera aussi des chansons pour des artistes comme Horace Andy (Massive Attack), ou Olivia Ruiz et collaborera avec DJ Agoria, Hugues Coltman, Rover, Nicolas Becker...
Il monte en 2020 le label Robotic Productions avec lequel il produit des artistes indépendants comme Party Side B, Edgar Novak, KNDNS...
En 2024, il compose la musique du long métrage Le Comte de Monte-Cristo de Matthieu Delaporte et Alexandre de la Patellière, qui sort le 28 juin 2024. 
- Alma - Pièces inspirées des chorals de J.-S. Bach, à paraitre fin 2024
- Vox - Album composé de voix exclusivement, à paraître fin 2024
- Apach - Collaboration avec Olivier Lasson et Valentin Portron - Musique électronique expérimentale, à paraître courant 2024
- La façon - Avec Olivier Lasson

En 2023, il écrit un roman, Dans la cour, qui raconte l'histoire d'un adolescent qui se sort d'une enfance difficile grâce à la musique. L'ouvrage paraît le 9 mars 2023 aux éditions Héliopoles[réf. nécessaire].

## Filmographie sélective[1]
- 2000 : Laissons Lucie faire ! - long métrage d’Emmanuel Mouret
- 2000 : ...et j'ai vu l'Ermitage - court métrage d'Olivier Seror
- 2001 : Les Âmes câlines - long métrage de Thomas Bardinet
- 2001 : Carnages - long métrage de Delphine Gleize
- 2002 : Au plus près du paradis - long métrage de Tonie Marshall
- 2004 : Venus et Appolon - série de Tonie Marshall Saison 1
- 2006 : La Jungle - long métrage de Matthieu Delaporte
- 2007 : Venus et Appolon - série de Tonie Marshall Saison 2
- 2008 : Passe-passe - long métrage de Tonie Marshall
- 2008 : Les Randonneurs à Saint-Tropez - long métrage de Philippe Harel
- 2008 : Le Colleur d'affiches - court métrage de Fabrice de Boni
- 2009 : Fais-moi plaisir ! - long métrage d’Emmanuel Mouret
- 2011 : La Dette - long métrage de Rafael Lewandowski
- 2012 : Le Prénom - long métrage de Alexandre de La Patellière et Matthieu Delaporte
- 2014 : Un illustre inconnu - long métrage de Matthieu Delaporte
- 2015 : Papa ou Maman - long métrage de Martin Bourboulon
- 2016 : Please Love Me Forever - court métrage de Holy Fatma
- 2016 : Protestants de France - documentaire de Valérie Manns
- 2016 : Papa ou Maman 2 - long métrage de Martin Bourboulon
- 2017 : Sahara (film, 2017) - long métrage d'animation de Pierre Coré
- 2017 : Cherchez la femme  - long métrage de Sou Abadi
- 2017 : La guerre des enfants - documentaire de  Julien Johan et Michèle Durren
- 2018 : Les Routes de l'esclavage - série documentaire de Daniel Cattier, Juan Gélas et Fanny Glissant en 4 épisodes
- 2018 : Catholiques de France - documentaire de Valérie Manns
- 2018 : Papa ou maman - série de Eliane Montane, Alexandre de La Patellière et Matthieu Delaporte - saison 1
- 2018 : A Son of Man - long métrage de Jamaicanoproblem et Pablo Agüero
- 2019 : Le meilleur reste à venir - long métrage de Matthieu Delaporte et Alexandre de La Patellière
- 2019 : Journal de bord : première année dehors - documentaire de Valérie Manns
- 2020 : L'Aventure des Marguerite - long métrage de Pierre Coré
- 2020 : Le ciel est à elles - documentaire de Valérie Manns
- 2020 : So long, Paris! - court métrage de Charles Dudoignon-Valade
- 2021 : À propos de Joan - long métrage de Laurent Larivière
- 2022 : À nos corps excisé - documentaire de Anne Richard
- 2022 : En guerre(s) pour l’Algérie - série documentaire de Raphaëlle Branche et Rafael Lewandowski en 6 épisodes
- 2022 : Tout le monde s'en fout - web série de Fabrice de Boni et Axel Lattuada - saisons 2, 3 et 4
- 2023 : L'enchanteur - téléfilm de Philippe Lebvre
- 2023 : Les enfants du chaos - documentaire de Agnès Pizzili et Julien Johan
- 2023 : Mémé - documentaire de Philippe Torreton
- 2023 : Le journal d'une bonne - documentaire de Valérie Manns
- 2024 : Le Comte de Monte-Cristo - long métrage de Matthieu Delaporte et Alexandre de La Patellière

## Discographie partielle
- Olivia Ruiz (Paris) - Qui sommes-nous, Vitrier avec Chet
- Sofia Essaïdi dans Mon cabaret
- Caroline Loeb
- Horace Andy
- Agoria notamment pour le titre Call of the wild
- Hugues Coltman
- Nicolas Becker

## Auteur
- 2023 : Dans la cour - roman paru aux Éditions Héliopoles

## Robotic productions
Label créé en 2020 qui produit des artistes indépendants comme Party Side B, Edgar Novak, KNDNS...

## Distinctions

### Récompenses
- Prix des auditeurs France Musique-Sacem de la musique de film 2025 pour Le Comte de Monte-Cristo[2]

### Nominations
- César 2025 : meilleure musique originale pour Le Comte de Monte-Cristo